# أماليا فوينتيس
أماليا فوينتيس هي منتجة أفلام وكاتِبة ومخرجة فلبينية، ولدت في 27 أغسطس 1940 في ناغا في الفلبين.

## وصلات خارجية
- أماليا فوينتيس على موقع IMDb (الإنجليزية)
- أماليا فوينتيس على موقع أول موفي (الإنجليزية)
- أماليا فوينتيس على موقع قاعدة بيانات الفيلم (الإنجليزية)
- أماليا فوينتيس على موقع كينوبويسك (الروسية)